# NGC 5907
NGC 5907 aussi appelé la galaxie de la Lame de couteau est une vaste galaxie spirale vue par la tranche et située dans la constellation du Dragon. Sa vitesse par rapport au fond diffus cosmologique est de 727 ± 4 km/s, ce qui correspond à une distance de Hubble de 10,72 ± 0,75 Mpc (∼35 millions d'al). NGC 5907 a été découverte par l'astronome germano-britannique William Herschel en 1788. NGC 5906 est la partie de NGC 5907 située à l'ouest de sa ligne de poussière. Cette partie de la galaxie a été enregistrée par le physicien irlandais George Stoney le 13 avril 1850.
NGC 5907 a été utilisée par Gérard de Vaucouleurs comme une galaxie de type morphologique Sc sp dans son atlas des galaxies,.
La classe de luminosité de NGC 5907 est III et elle présente une large raie HI. Elle renferme également des régions d'hydrogène ionisé. La luminosité de NGC 5907 dans l'infrarouge lointain (de 40 à 400 µm) est égale à 6,31 × 109 {\displaystyle L_{\odot }} (109,80{\displaystyle L_{\odot }}) et sa luminosité totale (de 8 à 1 000 µm) dans l'infrarouge est de 7,08 × 109 {\displaystyle L_{\odot }} (109,85{\displaystyle L_{\odot }}).
À ce jour, une trentaine de mesures non basées sur le décalage vers le rouge (redshift) donnent une distance de 14,275 ± 2,972 Mpc (∼46,6 millions d'al). La vitesse radiale de 665 km/s de NGC 5907 est trop faible et on ne peut utiliser la loi de Hubble-Lemaître pour calculer sa distance à partir du décalage vers le rouge. La valeur des mesures indépendantes du décalage est probablement plus près de la distance réelle de cette galaxie.

## Supernova
La supernova SN 1940A a été découverte dans NGC 5907 le 16 février 1940 par un dénommé Johnson. Le type de cette supernova n'a pas été déterminé.

## Un immense halo d'étoiles autour de NGC 5907

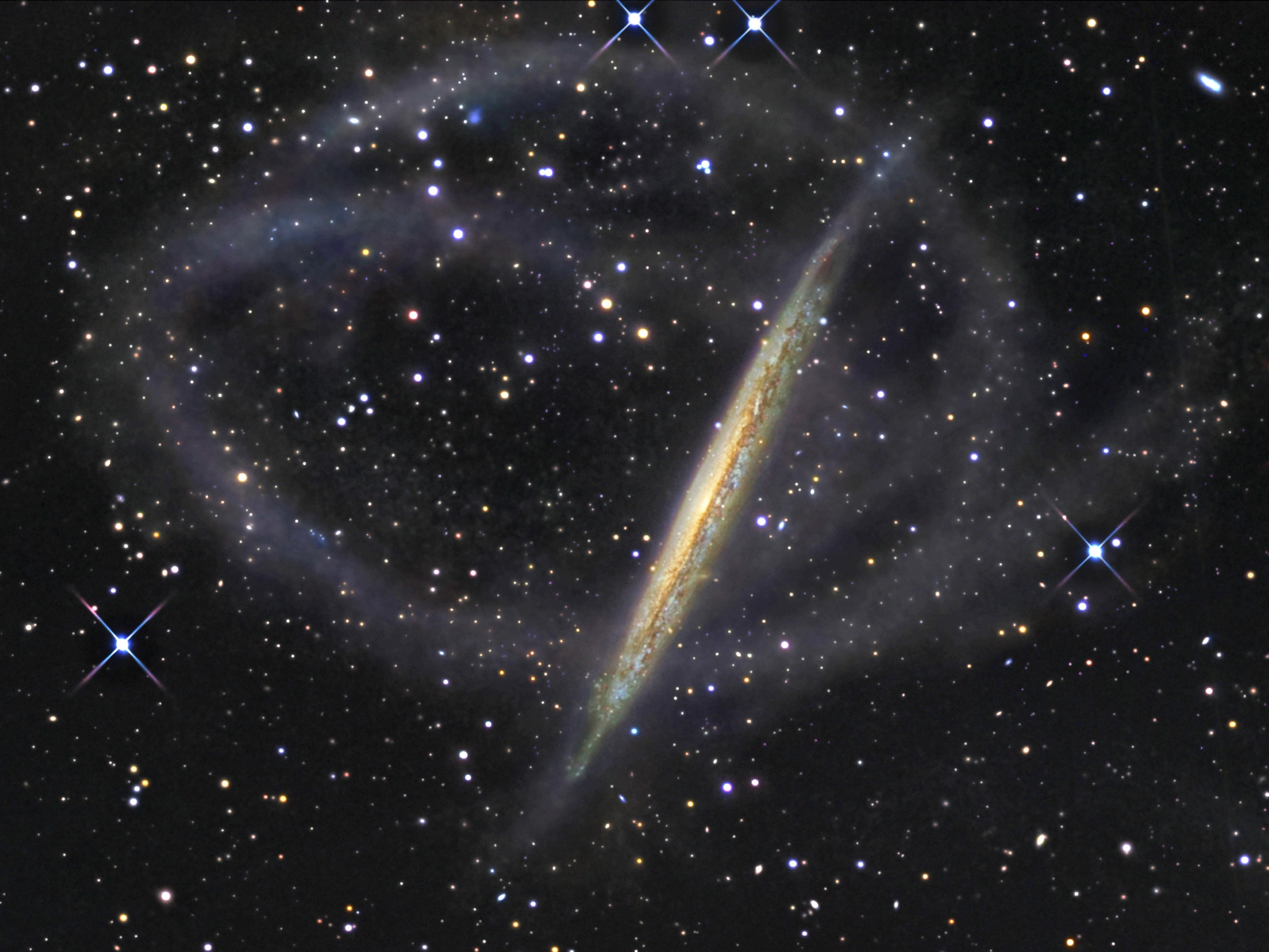
Un immense ruban d'étoiles entoure la galaxie NGC 5907.

On a découvert en 2008 qu'un flux stellaire fait deux fois le tour de NGC 5907. En fait, les données captées par l'instrument en:Dragonfly Telephoto Array ne montre pas deux rubans, mais un seul d'une longueur totale d'environ 220 kpc (∼718 000 al),. 
On a aussi découvert plusieurs amas globulaires dans ce flux stellaire ainsi qu'une population significative de nouvelles étoiles.
Plusieurs pensent que la formation de tels rubans stellaires autour de certaines grosses galaxies provient des vestiges de petites galaxies satellites qui se seraient trop approchées,. Une simulation numérique très convaincante qui supporte cette hypothèse a été réalisée pour NGC 5907,. La masse de la petite galaxie qui aurait engendré le flux d'étoiles autour de NGC 5907 est estimée à 108 {\displaystyle M_{\odot }}.
Il est aussi possible que certains courants d'étoiles autour de certaines galaxies proviennent de la destructions d'amas ouverts ou encore d'associationa OB.

## Groupe de NGC 5907
NGC 5907 est une galaxie brillante dans le domaine des rayons X et elle fait partie d'un groupe de galaxies qui porte son nom. Selon un article publié par Sengupta et Balasubramanyam en 2006, le groupe de NGC 5907 compte au moins cinq membres. Les quatre autres galaxies sont  M102, NGC 5879, UGC 9776 et NGC 5866B (PGC 54267). M102 est désigné comme NGC 5866 dans l'article de Sengupta et Balasubramanyam.
Ce même groupe est aussi mentionné dans un article publié par A.M. Garcia en 1993, mais la galaxie NGC 5866B n'y figure pas.
Abraham Mahtessian mentionne aussi ce groupe mais avec seulement trois galaxies : NGC 5866, NGC 5879 et NGC 5906.

## Galerie

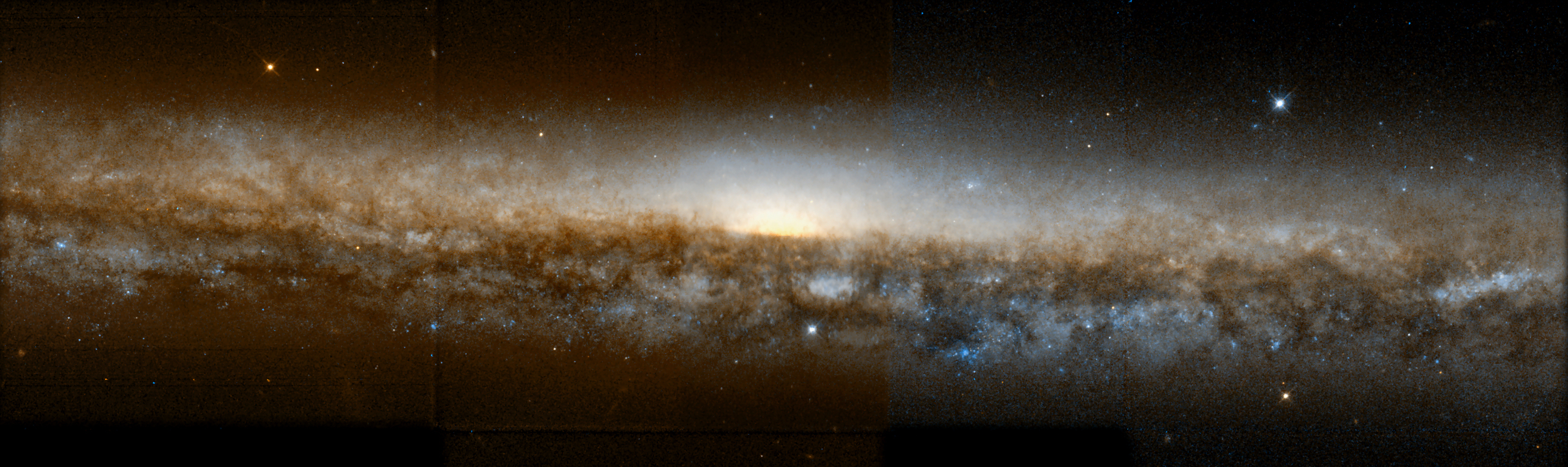
Gros plan de la partie centrale de NGC 5907 par le télescope spatial Hubble.
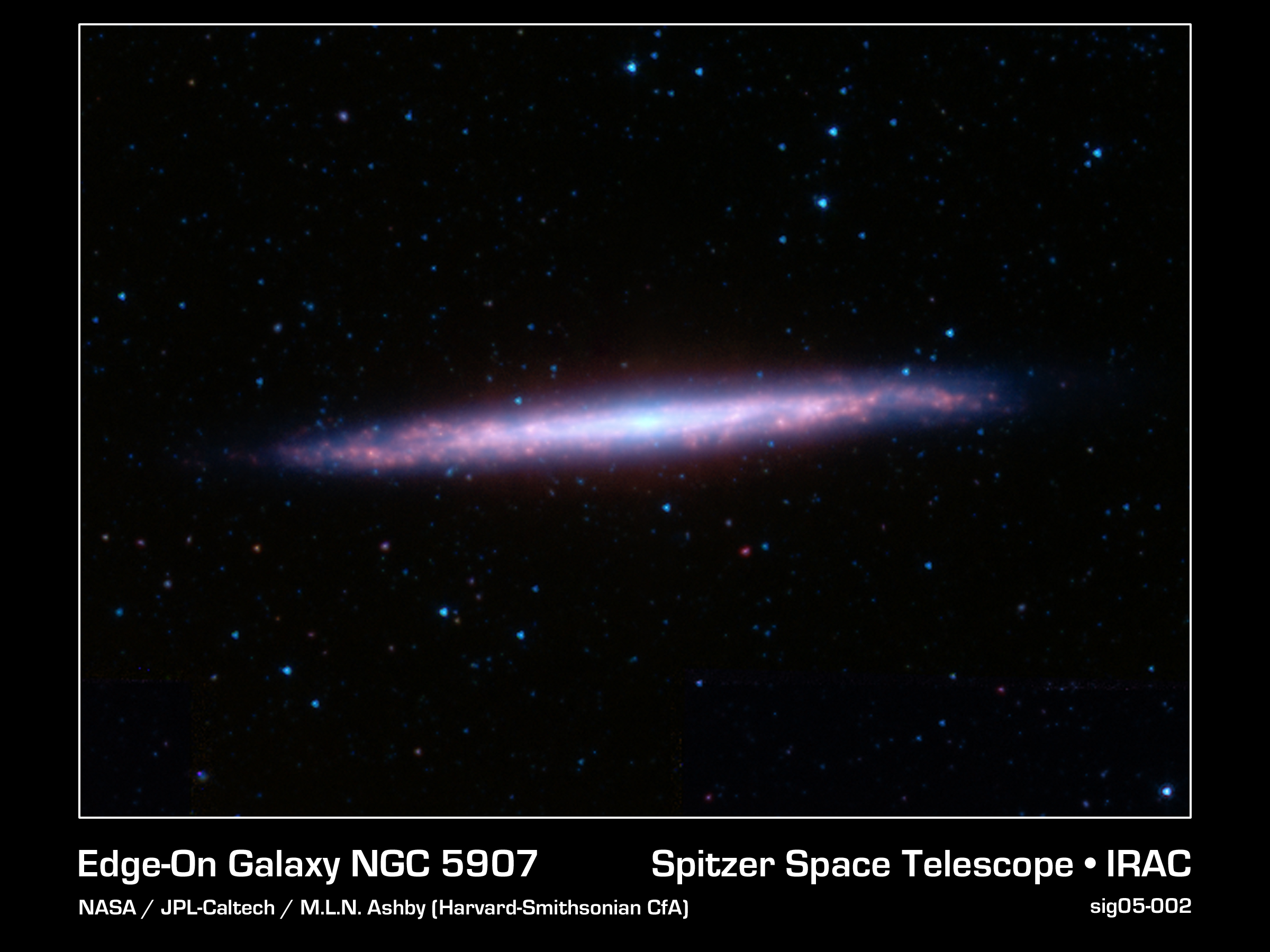
NGC 5907 en infrarouge par le télescope spatial Spitzer.
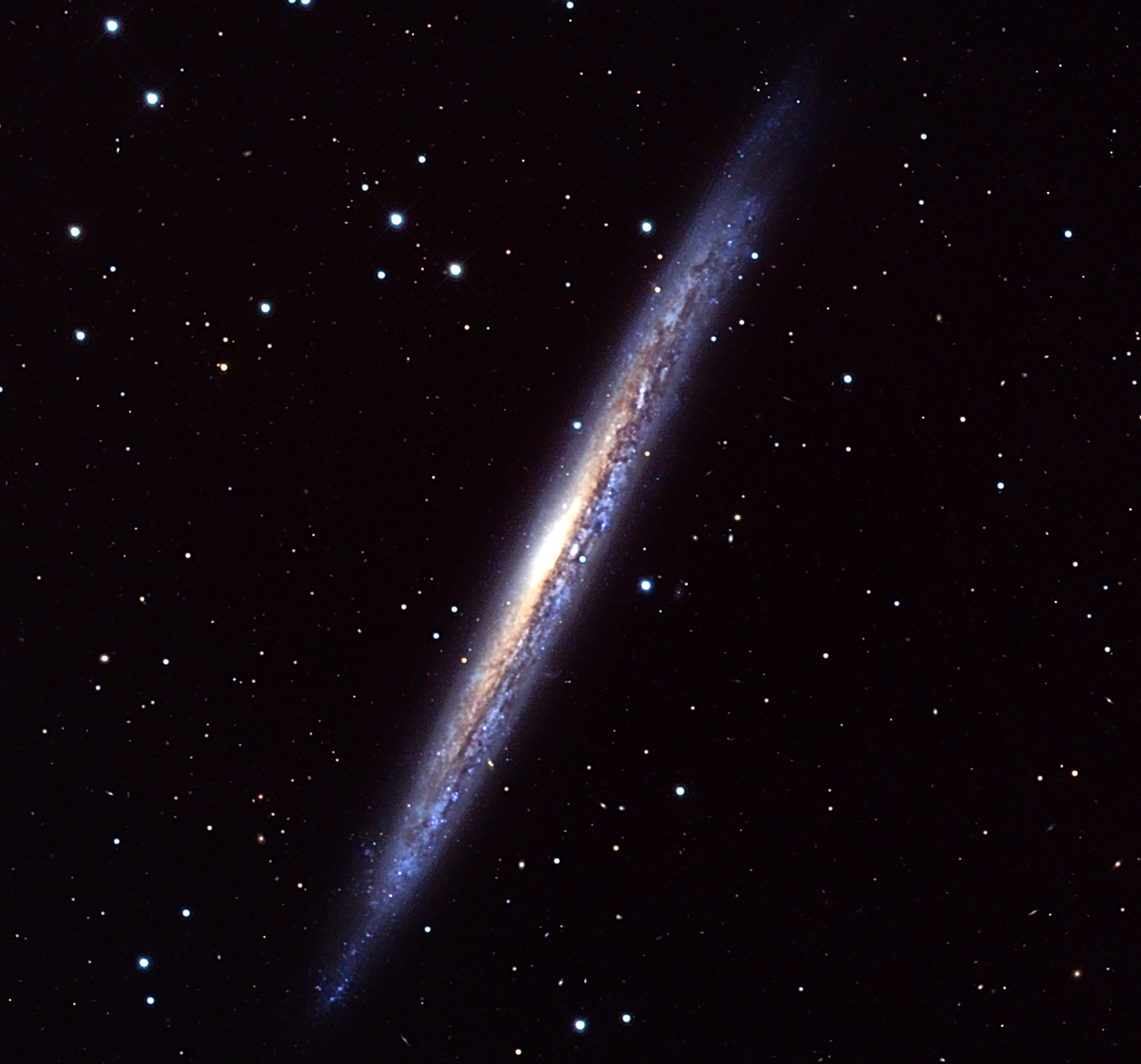
NGC 5907 capté à l'Observatoire du mont Lemmon (Université de l'Arizona).